# Astrild rudočelý
Astrild rudočelý (Pytilia hypogrammica) je drobný zpěvný pták z čeledi astrildovití z rodu Pytilia.

## Taxonomie
Astrild rudočelý se řadí do rodu Pytilia. V tomto rodu je krom astrilda rudočelého třeba i astrild pestrý nebo astrild rudokřídlý. Všichni tito ptáci jsou si blízce příbuzní a není lehké je od sebe rozeznat. Tento druh poprvé popsal Richard Bowdler Sharpe již v roce 1870 v anglickém časopise Ibis. Onen vzorek údajně pocházel z místa zvaného Fante, které se nachází na Zlatonosném pobřeží. Přestože se to může zdát v poměrně dávné době, ostatní druhy z rodu Pytilia byly popsány mnohem dříve, třeba nejznámější astrild pestrý byl popsán již roku 1758. Pravděpodobně je to způsobeno rozpory v Evropě, které ve většině případů vyústili ve války. Kvůli tomu také přestala probíhat kolonizace Afriky. V roce 1870 se ale věci relativně uklidnili a osidlování pokračovalo. Tento druh netvoří žádné poddruhy a jméno je odvozováno podle červené oblasti na hlavě, která se táhne od lící až po ozobí.

## Výskyt a populace
Astrild rudočelý se vyskytuje v oblasti čítající asi 250 000 km2. Zemí, ve kterých se celoročně vyskytuje, je mnoho: Benin, Burkina Faso, Kamerun, Středoafrická republika, Čad, Demokratická republika Kongo, Pobřeží slonoviny, Ghana, Guinea, Libérie, Nigérie, Sierra Leone a Togo. Populace těchto ptáků je vysoká a přestože se zmenšuje plocha vhodná k jejich hnízdění, stále se jim dobře daří. I proto je IUCN označuje jako ptáky se statusem málo dotčení, tedy nechránění.
Vhodné prostředí pro ně je podnebí vlhčího typu, nejlépe savany s různě rozmístěnými stromy, kde má tento pták možnost se schovat. I v tom se astrild rudočelý odlišuje od ostatních astrildů, ti totiž mají rádi sucho.

## Vzhled
Astrild rudočelý je drobný pták s lehkým tělem a jemnou konstrukcí. Nejvýraznějším prvkem na těle tmavě žlutá oblast na křídlech táhnoucí se od ramene až po kořeny letek. Dalším výrazným prvkem je i červené peří, které se táhne od lící až po ozobí. Podle této oblasti e také odvozen český název tohoto druhu: rudočelý. Břicho a zbytek dolních partií jsou světle šedé. Pohlavní dimorfismus není příliš výrazný, ale obecně platí, že samice mají světlejší dolní partie a výraznější vlnkování na spodině.

## Chov a jeho historie
Astrildi rudočelí byli po dlouhou dobu v evropských chovem neznámí a pravděpodobně prvního okrasného ptáka tohoto druhu vlastnil bulharský král Ferdinand v roce 1872. Ale až o půl století později se začali astrildi dostávat mezi prostší obyvatelstvo. První jedinci v Česku se objevili v 90. letech 20. století.
Astrildi rudočelí jsou poměrně nenáročný ptáci, kteří vyžadují jen málo speciální péče. Hodí se pro voliérový chov, přičemž voliéra musí být dostatečně velká, jedná se totiž o aktivní ptáky. Dobře vycházejí i s jinými astrildovitými ptáky, není tedy problém je chovat společně. Jen v době hnízdění je vhodné je od sebe oddělit, protože samci jsou vůči sobě agresivní.